# Ofensiva sobre Al-Shaddadi
L'ofensiva sobre Al-Shaddadi (2016), també coneguda com a Operació Wrath de Khabur, va ser una ofensiva realitzada per les Forces Democràtiques de Síria (SDF) durant la Guerra Civil siriana, durant el febrer 2016. L'objectiu principal d'aquesta ofensiva era capturar la ciutat estratègica d'Al-Shaddadi i la resta del territori al sud de la Governació d'Al-Hasakah, en mans d'Estat Islàmic (EI) o Daeix. Durant l'ofensiva, la coalició internacional comandada per Estats Units va realitzar més de 86 bombardejos dins Al-Shaddadi donant suport als avenços de les SDF.

## Antecedents
El 31 d'octubre de 2015, les SDF van llançar una ofensiva a la ciutat d'Al-Hawl i a les zones rurals dels voltants. El 13 de novembre, les SDF van capturar Al-Hawl i el camp de refugiats de la mateixa població, juntament a les àrees a l'est i al sud de la ciutat. El 16 de novembre, les forces kurdo-àrabs van alliberar part del territori nord-oest d'Al-Hawl. El 22 de novembre, les SDF van capturar la ciutat de Kama'il, la base del  Regiment 121, així com l'àrea circumdant. Als voltants del 30 de novembre, les SDF ja havien alliberat la presa del sud de Hasakah i la població de Qana. Durant l'ofensiva, les SDF van alliberar 1.400 quilòmetres quadrats de territori, incloent-hi més de 240 ciutats i pobles. El 23 desembre, les SDF van capturar la ciutat d'Al-Arishah i van aconseguir  repel·lir un atac d'una milicia pro-governamental a les seves posicions dins la ciutat.